# Niphidium vittaria
Niphidium vittaria là một loài thực vật có mạch trong họ Polypodiaceae. Loài này được (Mett.) Lellinger miêu tả khoa học đầu tiên năm 1972.